# Бореальні луки Фарерських островів
Бореальні луки Фарерських островів — екорегіон (WWF ID:PA0807), що охоплює весь суходіл Фарерських островів, архіпелагу з 18 островів у Північній Атлантиці, приблизно на однаковій відстані між Шотландією, Норвегією та Ісландією.
 
Рослинний покрив здебільшого трави та карликові чагарники (близько 80% суші), решта — гола земля або рідкісна рослинність.
На островах немає лісів.

## Розташування та опис
Територія екорегіону займає площу 1451 км² на 18 островах архіпелагу, усі згруповані в межах 100-кілометрового кола.
Місцевість кам’яниста з деякими низькими вершинами (найвища висота – 882 м у Слеттаратіндурі) та скелями вздовж більшої частини узбережжя.

## Клімат
Клімат екорегіону — океанічний клімат, субполярний (Класифікація кліматів Кеппена (Cfc)).
Середня температура не перевищує -3 °C і щонайменше від одного до трьох місяців середня температура вище 10 °C.

Клімат на Фарерських островах відносно м'який для їхнього положення на 61-62°N, який нагрівається Північноатлантичною течією.
Є 210 дощових або снігових днів на рік, як правило, хмарних і вітряних. 
У середньому випадає 1321 мм/рік, хоча на островах вона може змінюватися на місцевому рівні залежно від висоти та вітру.

## Флора і фауна
Більша частина ґрунтового покриву має альпійсько-арктичний характер: польові квіти, трави, верес звичайний (Calluna vulgaris).
Близько 20% місцевості займають голі скелі з рідкісною рослинністю або мохом і лишайником. На острові немає лісів, хоча залишки берези у ґрунті свідчать про те, що дерева були більш поширеними до приходу людей у 9 столітті.
Останніми роками на Фарерських островах з’явилися кліматоустойчиві види дерев з інших океанічних районів світу, таких як Вогняна Земля та Аляска.
Птахи та морські ссавці є найпоширенішою фауною.
Серед птахів варто відзначити: Fratercula arctica, Alca torda, Uria aalge.
Всі наземні ссавці були завезені людьми.

## Заповідні території
У цьому екорегіоні немає офіційно охоронюваних територій.